# 狸の王様
『狸の王様』（たぬきのおうさま）は、1966年4月16日に東宝系で公開された日本映画。カラー。東宝スコープ。

## 概要
車上窃盗常習犯の詐欺師・車田一平は、偶然子供を助け、その姉・明美に一目惚れして病院通いに、そこで明美の兄・虎造に出会い驚く。一平が前にオートレース場で騙した泥棒だったからだ。やがて二人は共闘するが……。
『狸シリーズ』第3作。本作ではクレージー映画で御馴染みの坪島孝が脚本の一部を手掛ける。なお主演の小林桂樹は本作でシリーズを離れ、次作『狸の休日』では高島忠夫が主演する。

## スタッフ
以下のスタッフ名は特に記載のない限り東宝に従った。
- 製作：菅英久
- 脚本：坪島孝、山本嘉次郎
- 監督：山本嘉次郎
- 撮影：福沢康道
- 照明：西川鶴三
- 美術：阿久根巌
- 録音：刀根紀雄
- 音楽：広瀬健次郎
- 編集：大井英史
- スチール：岩井隆志[2]

## 出演者
以下の役名と出演者名は特に記載のない限り東宝に従った。
- 車田一平：小林桂樹
- 玉置千代：草笛光子
- 鬼塚正男：伴淳三郎
- 宇留木明美：団令子
- 宇留木健次：伏谷治樹
- 宇留木虎造：藤木悠
- グラマーの女：浦山珠実
- お針子花枝：近藤征矢
- お針子富子：那須ますみ
- バー・マダム：塩沢とき
- 松川巡査：越後憲三
- 指令係：向井淳一郎
- 清水警部：有島一郎[2]
- 「幸福荘」管理人：ヘンリー大川
- 意地悪の看護婦：宮田芳子
- 黒沼（宝石鑑定人）：佐田豊
- 洋裁店の巡査：鈴木治夫
- 交通課長：石田茂樹[2]
- 富山：渚健二
- 銀座のホステス：中真千子
- 銀座の客：小川安三
- 小公園の老巡査：沢村いき雄
- うなぎ屋の出前持ち：大村千吉
- 鬼塚の娘：高橋紀子
- マンションの管理人：草川直也
- マンションの守衛：生方壮児[2]
- マンションの男：加藤春哉
- マンションの女：丘照美
- 小倉警部補：伊藤久哉
- 留置場看守：藤原釜足
- 田島（外国第五課長）：田島義文
- 鹿島：黒部進
- 小堀：当銀長太郎
- 宮田：桐野洋雄
- 塚本：中山豊
- 看護婦：大畑みき

## 同時上映
『ひき逃げ』
- 脚本：松山善三／監督：成瀬巳喜男／主演：高峰秀子